# Scotophilus nigrita
Scotophilus nigrita is een zoogdier uit de familie van de gladneuzen (Vespertilionidae). De wetenschappelijke naam van de soort werd voor het eerst geldig gepubliceerd door Schreber in 1774.